# Edson Buddle
Edson Michael Buddle (New Rochelle, 21 maggio 1981) è un allenatore di calcio ed ex calciatore statunitense, di ruolo attaccante, vice allenatore dell'Accademia del New York City.

## Carriera

### Club
Nel 2005 non ha rispettato le norme stabilite dalla Major League Soccer riguardo all'abuso di sostanze, rifiutandosi di sottoporsi a un test con l'etilometro dopo che era stato fermato dalla polizia di Columbus, Ohio, per guida in stato d'ebbrezza.

## Palmarès

### Club

#### Competizioni nazionali
- US Open Cup: 1

Columbus Crew: 2002
- MLS Supporters' Shield: 2

Columbus Crew: 2004
L.A Galaxy: 2010